# Jaume Aragall
Jaume Aragall i Garriga, também conhecido como Giacomo Aragall (6 de Junho de 1939) é um tenor catalão, nascido em Barcelona, Espanha.
Depois dos seus estudos iniciais em Barcelona sob Jaime Francisco Puig, Aragall viajou para Milão para estudar com o Maestro Vladimir Badiali. Ele logo venceu a competição Vozes de Verdi em Busseto, e no mesmo ano, 1963, ele fez sua estréia italiana no Teatro La Fenice na ópera Gerusalemme de Giuseppe Verdi e sua estréia no La Scala no papel título de L'amico Frtiz de Mascagni. Ele também cantou Il Cavaliere de Cardillac de Paul Hindemith em Janeiro de 1964, e também cantou Rodolfo de La Bohème. Nas temporadas seguintes ele cantou em Budapeste, Veneza, Gênova, Palermo, Parma, Módena, Nápoles, Roma e Turim.
Em 1966 ele cantou Roméo em uma performance memoráel de I Capuleti e i Montecchi de Bellini no La Scala, ao lado de Renata Scotto e o jovem Luciano Pavarotti. Ele reprisou esse papel dois anos depois na sua estréia na Companhia de Ópera Lírica da Filadélfia. Ele também fez uma gravação da ópera, ao lado de Agnes Baltsa, sob a regência de Riccardo Muti.
Algumas de suas estréia internacionais importantes foram cantando o papel de Duke em Rigoletto (Verdi) em: Verona (1965), Covent Garden (1968), no Metropolitan Opera (1968) e em São Francisco (1973). Desde então, Aragall apareceu nas mais importantes casas de óperas do mundo em óperas como Lucia di Lammermoor, Madama Butterfly, La Favorita, La Traviata, Werther, Faust, Tosca, Manon, Don Carlo, Adriana Lecouvreur, Un Ballo in Maschera e Simon Boccanegra. Seu repertório também incluíu raridades, como Esclarmonde de Jules Massenet, que ele exetucou em São Francisco em 1974 e no Metropolitan Opera de 1976, também gravando com Joan Sutherland em 1975. Outra ópera rara é Caterina Cornano de Donizetti, que cantou com Montserrat Caballé.
Em 1994 ele fundou o Concurso Internacional de Canto Jaume Aragall.

## Repertório
- Giuseppe Verdi
  - Un ballo in maschera (Riccardo)
  - Don Carlos (Carlo)
  - Jérusalem (Gaston)
  - Rigoletto (Duca di Mantova)
  - Simon Boccanegra (Gabriele)
  - La traviata (Alfredo)
- Giacomo Puccini
  - La bohème (Rodolfo)
  - Madama Butterfly (Pinkerton)
  - Tosca (Cavaradossi)
- Vincenzo Bellini
  - I Capuleti e i Montecchi (Romeo)
- Gaetano Donizetti
  - Caterina Cornaro (Geraldo)
  - La Favorita (Fernando)
  - Lucia di Lammermoor (Edgardo)
  - Lucrezia Borgia (Gennaro)
- Jules Massenet
  - Esclarmonde (Roland)
  - Manon (Des Grieux)
  - Werther (Werther)
- Charles Gounod
  - Faust (Faust)
- Francesco Cilea
  - Adriana Lecouvreur (Maurizio)
- Pietro Mascagni
  - L'amico Fritz (Fritz)
  - Cavalleria rusticana (Turiddu)
- Paul Hindemith
  - Cardillac (Il cavaliere)